# NGC 7016
NGC 7016 هي مجرة إهليلجية الشكل أو عدسية تبعد حوالي 480 مليون سنة ضوئية من الأرض تقع في كوكبة كوكبة الجدي. تبلغ سرعتة المحسوبة هي 11,046 كم / ثانية. يبلغ قطره حوالي 140 ألف سنة ضوئية. تم اكتشافه من قبل عالم الفلك الأمريكي فرانسيس حفظ ليفينوورث في 8 يوليو 1885.

## الخصائص
NGC 7016 هو واحد من اثنين من المجرات الراديوية البارزة في كتلة المجرة A3744 جنبا إلى جنب مع نظام المجرة المزدوج NGC 7018.

## وصلات خارجية
- NGC 7016 على موقع ويكي سكاي: DSS2, SDSS, GALEX, IRAS, Hydrogen α, X-Ray, Astrophoto, Sky Map, Articles and images